# Aplicacions educatives
Els canvis tecnològics que s'han produït durant els darrers anys i que, de fet, encara continuen produint-se, han influït en la majoria d'àmbits de la vida i de la societat. Han capgirat la manera com enteníem la comunicació i les relacions socials, la manera de treballar i de divertir-se i com no, també han afectat al món educatiu. Les noves tecnologies estan obrint un gran ventall de possibilitats, d'oportunitats i d'eines per utilitzar a les aules.
Aquest nou canvi metodològic, que està present cada cop més a la vida en general i a l'educació en particular, dona un nou rol a l'alumne que passa a tenir un paper actiu i el situa al centre del seu procés educatiu. Aquest principi pedagògic pot desenvolupar-se amb gran facilitat gràcies a l'aparició dels entorns 2.0 (Parsons i Ryu, 2006) i les aplicacions educatives per a mòbils, ordinadors i tauletes tàctils digitals.
El nou desafiament a què s'ha d'enfrontar l'educació i el sistema escolar implica noves estratègies educatives (Flipped Classroom, BYOD…) En concret, “l'aprenentatge mòbil (m-learning) ofereix moderns mètodes de suport al procés d'aprenentatge, mitjançant l'ús d'instruments mòbils com els portàtils i les tauletes tàctils, els lectors MP3, els telèfons intel·ligents i els telèfons mòbils“(UNESCO, 2014).

## Definició
Una aplicació mòbil (app o apli) és una aplicació informàtica dissenyada per ser utilitzada en telèfons intel·ligents, tauletes tàctils i altres dispositius mòbils. Es poden adquirir a través de plataformes de distribució d'aplicació. Algunes aplicacions són lliures, és a dir gratuïtes, mentre que altres han de ser comprades. Solen ser descarregades de la plataforma de distribució a un dispositiu de destinació mòbil però algunes també poden ser baixades directament a ordinadors.
Les apps educatives són unes eines o programes que faciliten l'ensenyament i l'aprenentatge sobre qualsevol matèria o tema, també ajuden a adquirir noves estratègies d'aprenentatge i donen suport a les habilitats cognitives que es van desenvolupant.

## Etimologia
El terme aplicació prové del llatí applipcatĭo i fa referència a l'acció i efecte d'aplicar o aplicar-se, és a dir, posar alguna cosa sobre una altra, emprar o executar alguna cosa, atribuir. Segons la Gran Enciclopèdia Catalana, l'aplicació és un conjunt de programes informàtics que desenvolupen tasques específiques en un ordinador.
El terme educació prové del llatí educare, "guiar", i educere, "extreure”. L'educació és el procés d’ensenyament i aprenentatge que realitzen les persones i alhora aquest aprèn i adquireix uns coneixements.
En l'àmbit educatiu, la combinació d'aquests dos termes, implica l'ús d'aplicacions per tal de millorar el desenvolupament d'aprenentatge de l'alumne mitjançant una experiència més motivadora i alhora enriquidora.
Aplicació mòbil és la forma catalana completa. Es considera especialment adequada per a contextos formals en què la llargada de la forma no sigui determinant.
- App és un escurçament creat en anglès a partir de application, amb una àmplia utilització en català. Es considera adequada com a forma escurçada.

- Apli és un escurçament creat en català a partir d'aplicació, que el TERMCAT ha pres en consideració a petició d'alguns mitjans de comunicació. Es considera que pot ser una alternativa adequada com a forma escurçada, sempre que se n'acabi generalitzant l'ús.[3]

## Avantatges
- Permeten aprendre fent ús de les TIC i per tant, fomenten el desenvolupament i la destresa tecnològica.
- Respecten i s'adapten al ritme d'aprenentatge de cada usuari i permeten una major flexibilitat.
- Fomenten l'aprenentatge col·laboratiu, compartir informació i coneixements amb la resta d'usuaris.
- Les noves tecnologies aporten un grau de motivació a l'activitat a desenvolupar.
- Existeix un gran ventall d'aplicacions: per diferents nivells educatius, diferents matèries i adaptades a necessitats educatives especials.

## Inconvenients
- Requereixen una connexió a internet.
- Tenen accés molt limitat als elements i característiques dels hardware del dispositiu.
- L'experiència de l'usuari (navegació i interacció) i el temps de resposta és menor que en una app nativa.
- Cal que existeixi la supervisió d'un adult, en cas que l'usuari sigui menor, per fomentar un ús raonable i adequat a la seva edat.
- Poden fomentar dependència tecnològica i disminuir la creativitat i imaginació.
- Un abús d'aquestes eines pot conduir cap a l'aïllament social dels usuaris i especialment en els nens que sovint no en tenen mai prou.

## Disseny d'aplicacions educatives
La creació d'aplicacions educatives requereix un disseny tecnopedagògic per aconseguir un resultat de qualitat. Així doncs, s'hauran de considerar els diferents estils d'aprenentatge, que estableixen Honey i Mumford (1986) a partir del model de Kolb, i que classifiquen en activistes (aprenentatge a partir de la pràctica), reflexius (necessiten reunir informació abans de fer), teòrics (adapten i integren les observacions en teories i les relacionen) i pragmàtics (busquen idees que puguin utilitzar).
A més, un material didàctic multimèdia ha de permetre la bidireccionalitat en les comunicacions, atorgant-li un caràcter col·laboratiu i de treball en grup a l'aplicació.
Guardia & Sangrà (2000) desenvolupen el disseny formatiu dels materials didàctics amb suport digital en cinc fases:
1. Fase d'anàlisi: on s'estudien els destinataris dels materials, es presenten els continguts i es proposen objectius d'aprenentatge.
2. Disseny de l'objecte d'aprenentatge: on es defineix l'estructura general de tots els elements del material didàctic a crear.
3. Elaboració: on es constitueix un equip de treball multidisciplinari que s'encarregarà de l'elaboració de continguts, activitats per assolir els objectius plantejats…
4. Validació: etapa en que un equip multidisciplinari diferent al que ho ha elaborat revisa el material des d'un punt de vista disciplinari, metodològic i tecnològic.
5. Implementació i avaluació final: on es posa en funcionament i s'avalua el resultat amb els destinataris.

Posteriorment a la seva creació, és imprescindible la realització d'una anàlisi DAFO, per trobar, d'una banda els avantatges i els punts forts i d'altra banda, les amenaces i debilitats de la nostra app com per exemple, comprovar les aplicacions semblants que hi ha al mercat o que sigui competitiva.
Aquest procés ens permetrà establir l'estratègia de promoció més adient, i pensar en com es realitzarà el seu seguiment d'èxit.

## Avaluació de les Aplicacions Educatives
La primera avaluació de les aplicacions informàtiques passa per una avaluació formativa durant el seu desenvolupament, per validar-les i establir un control de qualitat. L'Agència per l'Avaluació Tecnològica, del Congrés dels Estats Units (U.S. Congress Office of Technology Assessment) (OTA, 1988) va unificar els criteris, determinant les “Característiques a considerar en l'avaluació dels software educatiu” i avaluant la qualitat educativa i tècnica.
Les aplicacions multimèdia interactives amb finalitats educatives han de complir unes normes específiques, basades en quatre aspectes:
1. Catalogació i descripció: ens permetrà descriure les característiques de cada aplicació, l'autoria i els materials complementaris. Especificarem des de la presentació de l'aplicació (títol, autors, editorial, idioma…) fins a la seva descripció bàsica (objectius, continguts i activitats).
2. Aspectes tècnics i de disseny: ens ajuda a valorar la qualitat de l'aplicació des d'un punt de vista tècnic. Però també és de gran importància el disseny i l'estètica, en aplicacions multimèdia orientades a l'aprenentatge. Hem de tenir present que es basarà en els següents principis bàsics:
  - Simplicitat i intuïció: dissenyar pàgines a partir de les quals es pugui accedir a la resta d'informació.
  - Coherència: s'ha de delimitar clarament els espais de la pantalla, amb diferents funcions: títol, menús, contingut, zona de missatges, contingut de l'alumne…
  - Claredat: és recomanable transmetre la informació amb fonts de lletra clares i fàcils de llegir, sense sobrecarregar de colors per no dificultar la lectura.
  - Adaptabilitat: realitzar un disseny accessible per a tothom, respectant i atenent a la diversitat.
3. Aspectes pedagògics: a partir de les teories conductistes i cognitivistes, Kemp i Smellie (1989)[9] consideren com a criteris pedagògics per elaborar mitjans audiovisuals els següents:
  - Motivació, pel que fa al tema, disseny i presentació.
  - Presentació dels objectius d'aprenentatge: els programes educatius TIC han d'anticipar sempre als usuaris els objectius que s'espera que assoleixin.
  - Coneixement de destinataris i disseny de l'acció: és necessari que els materials tinguin en compte els usuaris, així com les seves característiques i interessos.
  - Organització del contingut: haurà de ser rellevant i significatiu, adaptat al nivell dels alumnes i estructurat per facilitar l'aprenentatge.
  - Respectar els ritmes i diferències individuals, per aconseguir aplicacions que s'adaptin a les característiques dels usuaris.
  - Participació, involucrant a l'alumne amb l'aprenentatge.
  - Interacció: ús d'una veu cordial i motivadora als missatges del programa cap a l'usuari.
4. Aspectes funcionals: la funcionalitat de l'aplicació es determinarà pel seu nivell d'eficàcia, la rellevància pel que fa l'aprenentatge que possibilita la metodologia utilitzada per l'assoliment d'aprenentatges i la relació entre el cost econòmic i el seu nivell d'eficàcia.

Segons Poole (1999), els formularis utilitzats per avaluar aplicacions multimèdia han de ser el més senzills i clars possibles, amb una presentació atractiva. D. Insa i R. Morata (1998) estableixen tres tipus de criteris per avaluar:
1. Pedagògics: destinataris, objectius, estratègies d'ensenyament, continguts temàtics, feedback i avaluació de l'alumne.
2. Tècnics: característiques tècniques del programa, components multimèdia i interactivitat.
3. Econòmics: relació inversió/eficàcia.

## Exemples d'aplicacions educatives

### Portals d'aplicacions educatives
Un possible plantejament que el docent es pot qüestionar és com trobar i escollir la millor aplicació. Existeixen pàgines webs, blogs i portals que proporcionen al docent informació complementària de cada aplicació.
A continuació es presenten un seguit de portals que faciliten aquesta recerca:
- Eduapps: Eduapps va néixer del blog creat per Raúl Santiago i Alícia Díez a finals del 2010. En aquest blog els creadors feien una descripció i una valoració de les aplicacions educatives que ells mateixos provaven. El blog va anar evolucionant fins a convertir-se en el portal que és ara que, tal com s'explica a la mateixa pàgina web i prenent com a base l'excel·lent anàlisi que fa la web www.elearningdocs.wordpress.com, Eduapps és “un portal en el qual s'organitzen innumerables aplicacions educatives segons criteris diversos”. Les aplicacions estan classificades per nivells educatius que van des de l'educació infantil fins al batxillerat. També hi ha una oferta específica per professors on poden trobar aplicacions que els ajudin a desenvolupar i gestionar les seves classes, i un altre apartat on es poden trobar aplicacions de suport educatiu (HiEd). Eduapps també ofereix la possibilitat de filtrar per continguts dins de cada nivell, assignatura i competència treballada.
- iAutism: És una plataforma que facilita la troballa d'aplicacions destinades a persones que pateixen autisme i d'altres enfocades a persones amb altres necessitats educatives especials. La web ofereix una descripció detallada de les aplicacions, les llengües que té disponibles, el sistema operatiu (Android o iOS), el preu, el lloc des d'on es pot descarregar i si disposa d'una anàlisi exhaustiva feta per la mateixa pàgina d'iAutism.
- Projecte Guappis: Els seus col·laboradors defineixen la plataforma com “un projecte col·laboratiu en el qual es comparteixen experiències didàctiques utilitzant diferents aplicacions i dispositius mòbils i tauletes”. En aquest vídeo, alguns membres de l'equip expliquen el seu funcionament i responen a preguntes sobre la plataforma.
- Projecte EduMobspitalarios: És un projecte desenvolupat pel grup d'investigació de tecnologia educativa de la Universitat de Múrcia. La plataforma està destinada a oferir aplicacions per treballar amb alumnes que es troben hospitalitzats tot i que poden ser utilitzades en altres contextos i nivells educatius. La plataforma permet filtrar les aplicacions segons el nivell educatiu, la matèria a tractar, l'edat dels estudiants i la tipologia d'activitats.
- Apps en català és un projecte social a favor de les apps en català. L'objectiu del portal és aconseguir una tria d'aplicacions per a dispositius mòbils fetes en català, amb informació prèvia que ajudi als usuaris a decidir. A l'equip en tenen treballant metres, pedagogs, tecnòlegs, estudiants, desenvolupadors, pares, mares...
- Projecte Azahar són un conjunt d'aplicacions educatives gratuïtes amb la finalitat d'ajudar a les persones autistes a ser més autònoms i tindre una major qualitat de vida. Aquestes aplicacions permeten a l'educador dissenyar tasques concretes i configurar el sistema adaptant-lo segons vaja produint-se el procés d'ensenyament aprenentatge de l'alumnat o segons les característiques específiques de cada usuari. Es pot modificar tant el contingut (ja que permet seleccionar els recursos multimèdia: imatges, sons, pictogrames, animacions, fotos que li puguin ser familiars a l'usuari...), com la complexitat (augmentant o disminuint la complexitat de qualsevol tasca). D'aquesta manera es pot obtindré el major benefici de les aplicacions. Azahar està inspirada en la filosofia del programa TEACCH per a proporcionar una estructura visual clara i, a més, una de les seues aplicacions, CONSTRUIR FRASES, està inspirada en el sistema PECS Arxivat 2018-01-06 a Wayback Machine.[12]

### Aplicacions web educatives
- Tinybop: cada aplicació de la biblioteca de l'explorador és un model interactiu que permet explorar els invisibles i sorprenents meravelles del nostre món. Els nens de 4 anys més desenvolupen alfabetització científica fonamental. Un exemple, més de 200 dibuixos sobre el cos humà que permet submergeu-vos en els sistemes esquelètic, muscular, nerviós, circulatori, respiratori i digestiu. Aquesta aplicació està en més de 50 idiomes, incloent francès, espanyol, japonès, entre d'altres.

- TinyTap: és una plataforma social que permet a les famílies, professors i estudiants aprendre els uns dels altres creant les seves pròpies aplicacions d'aprenentatge personalitzades i reproduint milers de noves, compartides diàriament per una comunitat mundial d'educadors i estudiants d'arreu del món. A més, una comunitat en línia de milions de nens, professors i pares que creen i comparteixen els seus divertits jocs educatius cada dia. Hi ha centenars de maneres de jugar amb TinyTap, ací teniu algunes idees per començar: crea jocs divertits d'imatges per ensenyar, jugar i aprendre. Trencaclosques: combina formes per crear i completar puzles personalitzats per fer-los interactius. Activitat de preguntes i respostes li permet gravar preguntes, respostes i comentaris per errors en la seva pròpia veu. Feu la lectura d'un llibre fa que siga una activitat interactiva afegint la vostra veu a la història. Una virtud d'aquesta pàgina és que està classificada per edat i temàtiques com matemàtiques, natura, anglès, habilitat socials, etc.

- Tocaboca: Toca Boca són jocs dedicats a aplicacions infantils per a tauletes i telèfons intel·ligents.Creen jocs digitals i productes quotidians que estan plens de diversió i tranquil·litat. Doncs, tot està dissenyat des de la seua perspectiva i donen llibertat per jugar de manera que no hi ha regles, sense límits i no hi ha cap manera "correcta" o "equivocada" per fer res. Alguns exemples, són: de l'escola, de la granja, de l'hospital, de les mascotes, del barri, de les vacances, entre d'altres.

- Blog: són webs on es poden publicar continguts i integrar recursos de manera cronològica, seqüencial i de temàtica diversa. Tant el docent com l'alumne en poden fer ús d'ell promovent una comprensió lectora i escrita i una bona integració de diferents elements gràfics i multimèdia, com poden ser, per exemple, el vídeo, àudio, presentacions, mapes conceptuals, línies de temps, exercicis interactius, animacions i documents.
- Wiki: és una aplicació que fomenta el treball col·laboratiu entre diferents usuaris i alhora aquests puguin crear pàgines web d'un tema aportant informació i coneixements. El wiki més conegut i gran que existent actualment és la wikipèdia. En l'àmbit educatiu es promou que els docents i alumnes creïn i publiquin continguts curriculars.
- Edmodo: aplicació gratuïta creada per Nic Borg i Jeff O’Hara el 2008 basada en el microblogging. Aquesta aplicació se centra en una comunicació segura i fàcil de manera online entre els docents, alumnes i familiars en un espai privat entre ells promovent una formació asincrònica. Permet al docent la creació de grups classe on els alumnes poden realitzar i entregar les tasques proposades pel professor, gestionar el calendari, arxius i recursos. Hi ha un gran ventall de categories educatives com són: literatura, llengua, gramàtica, biologia, matemàtiques i moltes altres més.
- Khan Academy: aquesta organització sense ànim de lucre creada per Salman Khan en el 2006 promou un món educatiu per tothom i des de qualsevol lloc sempre que hi hagi connexió a internet. Es poden realitzar activitats des de diferents matèries com la història, economia, química, física, biologia, matemàtica i altres més. Hi ha una comunitat d'aprenentatge on l'estudiant aprèn mitjançant vídeos i exercicis decidint sempre el seu ritme d'aprenentatge.
- Duolingo: aquesta aplicació gratuïta va ser iniciada pel professor Luis von Ahn i Serverin Hacker i els usuraris van tenir accés a partir del 19 de juny de 2012. L'any 2013 es va considerar plataforma se centra en l'aprenentatge virtual d'idiomes i ofereix tres tipus de cursos diferents, els incubant, els beta i l'estable. Actualment en la versió castellà es pot realitzar cursos d'anglès, francès, alemany, italià, portuguès i català. Ofereix jocs i reptes per fomentar la motivació i l'aprenentatge.
- Wordreference.com: aquesta plataforma es troba en versió web i aplicació mòbil i ofereix traduccions a mode de diccionari en línia per a parells d'idiomes en ambdós sentits, és a dir, per exemple: espanyol anglés, anglés-espanyol, i conté idiomes com el greg, el coreà, l'àrab, el chec, etc. A més ofereix definicions, sinònims i antònims, idioma en context, entrades al diccionari Collins, conjugacions per a verbs, formes compostes, etc. També és destacable la possibilitat d'escoltar la pronunciació de la paraula i la transcripció fonètica, així com fer preguntes al fòrum de Wordreference.com que no estan detallades enlloc mitjançant un usuari enregistrat. Actualment hi formen part més de dos milions d'entrades variades de tot tipus (des de la més senzilla traducció fins a aspectes morfològics i sintàctics), 10 milions de missatges i 500.000 usuaris.
- Busuu és una plataforma concebuda com una comunitat online virtual en la qual es poden aprendre diferents idiomes gràcies a la interacció entre els usuaris. També està disponible en versió web i aplicació mòbil per a iPhone, iPad i Android i es pot utilitzar sense connexió a Internet a fi de poder aprendre a qualsevol lloc i moment. Ofereix cursos en 12 idiomes diferents i actualment hi ha connectats més de 80 milions d'usuaris. Presenta la versió gratuïta i també la possibilitat d'adquirir una subscripció Premium per a tenir accés a més funcionalitats. S'inclouen les quatre competències lingüístiques més importants: escoltar, parlar, llegir i escriure, des d'un nivell principiant fins al nivell intermedi, les quals es poden treballar directament amb parlants nadius, proporcionant un context real i efectiu. A més, Bussu permet enviar els exercicis escrits per a ser corregits i avaluats. L'origen de Bussu proveeix d'un idioma camerunés que actualment està en perill d'extinció.[13]
- Algunes aplicacions per temátiques, poden dir les següents: * Lògica-matemàtiques:
  - Eduguru: és una app que ajudarà als infant a descobrir conceptes bàsics del món matemàtic a través del joc i la gamificació amb l'objectiu d'aprendre jugant.
  - Kids Numbers and Math Lite: ajuda a aprendre alguns conceptes matemàtics senzills. En essència, ensenya a nomenar els números, comptar, comparar nombres, sumar, restar i trobar números iguals * Lecto-escritura:
  - Writing Wizard: és una aplicació que dona els seus primers passos en l'escriptura, ja que ha de ser molt guiada a través de moviments que vagen completant les lletres i aprenent així el seu traç, a mesura que van avançant per a fer creacions, cada vegada més complexes.
  - Aprende a leer y escribir: suposa un suport per fomentar l'aprenentatge lingüístic i grafomotriu amb exercicis que requereixen aprendre la lletra, practicar el seu traç a la pantalla i escoltar una paraula que comence per aquesta grafia. Compta amb diferents nivells per poder treballar sobre lletres, nombres i paraules completes a mesura que l'usuari adquireix nous coneixements. * Anglès
  - FunnyPets: aprenen paraules associant imatge i pronunciació, així com a la paraula escrita, de manera natural i espontània mentre es diverteix.Aquest joc associen la paraula escrita, amb la imatge i de la mateixa manera s'escolta la seva pronunciació, el que permet aprendre a llegir tant en anglès com en espanyol.
  - Fun English: aprendre anglès a través de diferents activitats i jocs, els estudiants poden incorporar nou vocabulari no només de manera escrita, sinó també oral amb les pràctiques de pronunciació. De fet, és possible jugar en mode multijugador, perquè puga convertir-se en una sessió de joc i estudi grupal.
- Additio es una aplicació educativa per als professors. Consisteix en un quadern de notes del professor que permet gestionar el dia a dia de les classes sense necessitat de connexió a internet. El professor pot crear quaderns de notes, realitzar càlculs de mitjanes de forma senzilla, gestionar l'assistència dels alumnes i realitzar la teva avaluació contínua fàcilment.[14] Additio és una eina que ajuda a la planificació del professorat i les classes. A més a més, permet la col·laboració entre docents, famílies i alumnat.[15]

### Aplicacions educatives aprenentatge mòbil i tauleta tàctil
- Mobile history Map: Mitjançant una aplicació mòbil de geolocalització, permet als alumnes crear i compartir contingut relacionat amb punts d'interès propers a l'escola o del barri.
- Geometria Montessori: Aplicació que permet posar en pràctica coneixements geomètrics (formes, mides..) mitjançant la metodologia Montessori.
- Weather (by Tinybop): Aplicació que permet investigar les conseqüències climatològiques que poden tenir els canvis de temperatura i els factors que influeixen en el clima. L'usuari pot explorar i modificar per exemple la temperatura, la intensitat del vent, la pluja, etcètera, i comprovar els canvis directes que es produeixen en diferents contextos i situacions.
- My first classical music: És una aplicació per introduir la música clàssica a nens a partir de 4 anys. Els nens no només poden escoltar música clàssica sinó que també poden aprendre sobre els compositors, els instruments que s'utilitzen i com sona cadascun. La interfície és molt intuïtiva i plena d'elements gràfics (imatges i animacions) i sonors que la fan molt atractiva i ajuden a captar l'atenció dels nens.

## Model BYOD
Bring Your Own Device (BYOD) o Bring Your Own Technology (porta el teu dispositiu o porta la teva tecnologia) és una tendència que té els seus orígens en el món empresarial. Consisteix en el fet que els treballadors portin els seus propis dispositius al lloc de treball per desenvolupar les seves tasques.
Aquesta metodologia s'ha traslladat al món educatiu i “s'utilitza en m-learning per descriure la situació, l'experiència o l'estratègia didàctica que suposa el fet que l'alumne utilitzi el seu propi dispositiu durant el seu aprenentatge, no el que li proporciona l'escola o la institució” (E-learning docs, 2012).
L'avantatge més evident que té aquest model és que fomenta l'ús de les noves tecnologies i pot contribuir a motivar als estudiants. A més, el fet que els alumnes portin els seus propis dispositius implica que ja els coneguin i el professor no ha de dedicar-li més temps explicant el seu funcionament. Per acabar, un altre avantatge que no es pot passar per alt és l'econòmic. El fet que els alumnes utilitzin els seus dispositius “suposa un estalvi en tecnologia per l'entitat formadora, sigui una escola o una empresa” (E-learning docs, 2012).
El principal inconvenient que presenta aquest model és la gran heterogeneïtat de dispositius i sistemes operatius que sovint tenen funcionaments i compatibilitats molt diferents. També és possible que els alumnes no li trobin sentit al fet de portar-los a l'aula o bé que siguin una distracció. Per poder implantar aquesta metodologia en entorns educatius és necessari una planificació prèvia exhaustiva que tingui en compte la dinàmica de l'aula, les competències a treballar i la varietat de dispositius existents.

## Programació a l'aula
Ensenyar als alumnes a escriure amb codis de programació és una activitat creativa que permet que s'enfrontin de manera lògica a reptes i problemes matemàtics que se’ls van presentant.
La creació d'una aplicació com a part d'un procés d'aprenentatge ens permet elaborar una activitat amb un contingut cognitiu elevat de manera progressiva.
Les primeres activitats que es desenvolupen permeten aprendre a l'alumne mentre experimenta mitjançant assaig-error.
App inventor, per exemple, permet als alumnes que no tenen coneixements de programació crear aplicacions. Va ser creada per Google i el Massachusetts Institute of Technology la va reprendre. Aquesta app està dissenyada pel sistema Android i permet arribar a una gran quantitat de públic. Per poder desenvolupar aplicacions per l'App Inventor és necessari, doncs, un telèfon Android i un navegador web.
Altres alternatives d'aplicacions web educatives per introduir la programació a l'aula són projectes com Code.org o Scratch.
- Code: Està recolzat per empreses com Facebook o Google per promoure l'aprenentatge de programació. Ofereix tutorials en anglès i espanyol per a l'educació primària.
- Scratch: S'utilitza per ajudar a desenvolupar habilitats mentals mitjançant a partir de la programació sense necessitat de saber del programa. És utilitzat per estudiants, escolars, professors i pares per crear animacions senzilles, com a preparació prèvia a un nivell més avançat de programació.